# Quattro quadrati
Quattro quadrati (in russo Четыре квадрата?) è un dipinto ad olio realizzato dal pittore russo Kazimir Severinovič Malevič nel 1915 e oggi conservato nel museo d'arte Radishchev a Saratov. È un'opera astratta riconducibile allo stile suprematista tipica dell'autore.

## Storia

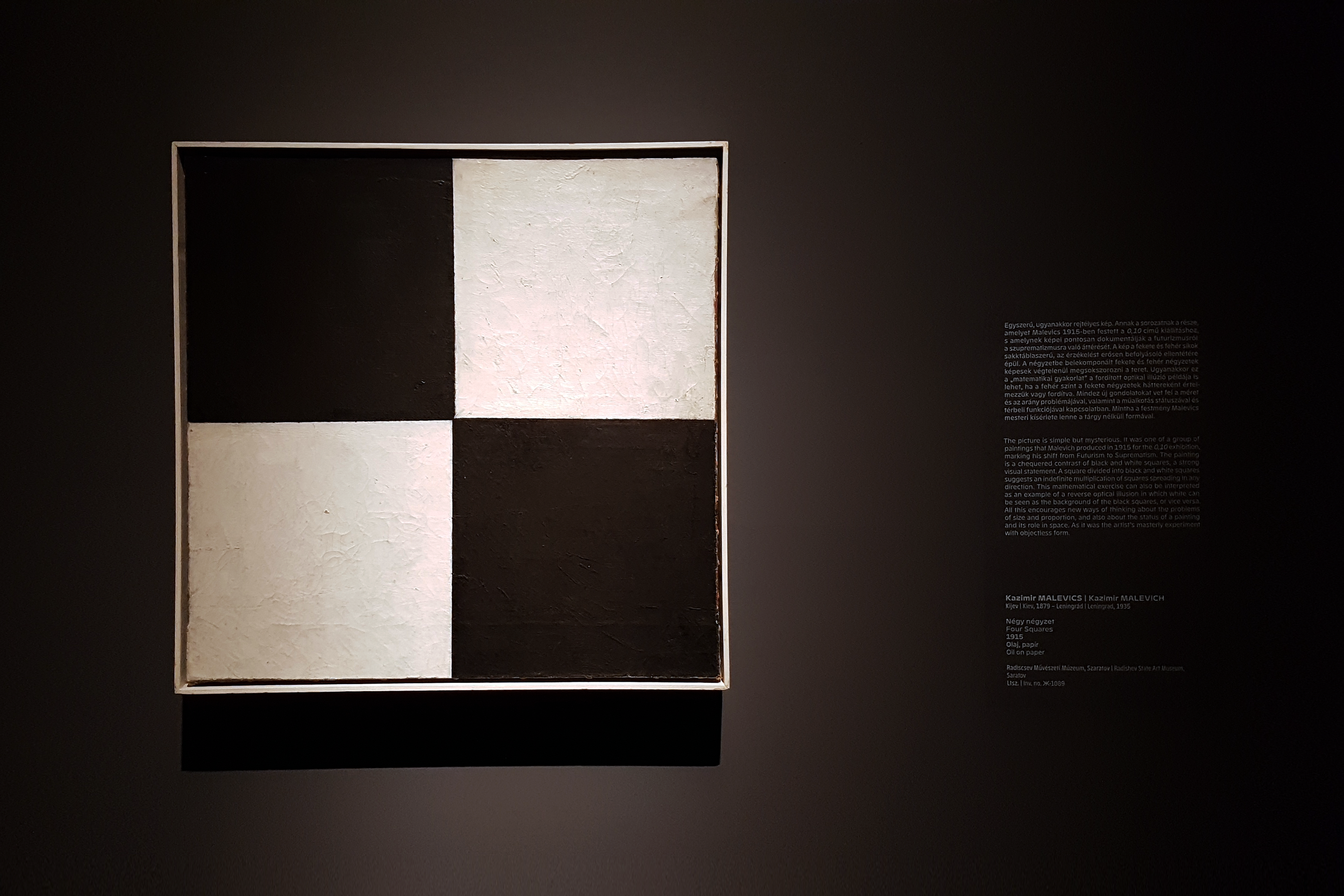
Quattro quadrati esposto ad una mostra temporanea al Museo di belle arti di Budapest

Il Quattro quadrati è stato dipinto nel 1915 e subito esposta alla mostra 0.10 - l'ultima mostra futurista di pittura insieme ad altre 39 opere dell'artista. L'opera divenne parte del fondo dei musei statali e, nel 1929, venne trasferita al museo d'arte Radishchev di Saratov, dov'è ancora conservata.

## Descrizione
Quattro quadrati è un dipinto ad olio su carta di 49x49 cm formato da due quadrati bianchi e due quadrati neri sfalsati. Il quadro che fa parte delle opere derivate dal Quadrato nero dipinte fra il 1913 e il 1915 per le quali l'autore ha coniato il termine suprematismo. L'immagine semplice riflette lo stile dell'autore ed è, per molti aspetti, in sintonia con le tendenze matematiche dell'epoca, in particolare i problemi della combinazione di figure nello spazio. Diversi autori ne sottolineano la misteriosità e lo stato d'ansia provocato dall'accostamento geometrico e dalla semplicità dell'opera, la quale non dà punti di riferimento o regole a cui agganciarsi.